# بحيرة أونيغا
بحيرة أونيغا (بالروسية: Онежское озеро)، هي بحيرة في شمال-غرب الجزء الأوروبي من روسيا، وتقع على أراضي جمهورية كاريليا، لينينغراد أوبلاست وفولوغدا أوبلاست. تنتمي البحيرة إلى حوض بحر البلطيق والمحيط الأطلسي وهي ثاني أكبر بحيرة في أوروبا بعد بحيرة لادوغا الواقعة على مسافة 110 كم إلى الجنوب الغربي خلال نهر سفير، و يغذي البحيرة نحواً من خمسين نهراً من أهمها نهر الفولجا الذي يربط أنها فينا الشمالية بواسطة سلسلة من الأنهار والقنوات.
يوجد قرابة 1650 جزيرة في البحيرة. تشمل جزيرة كيجي والتي تحوي مجمعاً تاريخياً مؤلفاً من 89 كنيسة أرثوذكسية خشبية ومبان خشبية أخرى تعود للقرن الخامس عشر. ويضم المجمع موقع تراث عالمي هو كيزي بوقوست. وتحوي السواحل الشرقية للبحيرة قرابة 1200 نقشاً (نقوش صخرية) يرجع تاريخها لـ 4-2 آلاف سنة قبل الميلاد.
أهم المدن على البحيرة هي بيتروزوفودسك وكوندوبوغا ومدفيجيغورسك.